# Windows Embedded Compact
Windows Embedded Compact, anteriorment Windows Embedded CE, Windows Powered i Windows CE, és un sistema operatiu subfamiliar desenvolupat per Microsoft com a part de la seva família de productes Windows Embedded..
A diferència de Windows Embedded Standard, que es basa en Windows NT, Windows Embedded Compact utilitza un nucli híbrid diferent. Microsoft la llicencia als fabricants d'equips originals (OEM), que poden modificar i crear les seves pròpies interfícies d'usuari i experiències, amb Windows Embedded Compact que proporciona les bases tècniques per fer-ho. La versió actual del Windows Embedded Compact admet processadors x86 i ARM amb paquet de suport de placa (BSP) directament. Les arquitectures MIPS i SHx tenien suport anterior a la versió 7.0. 7.0 encara funciona amb l'arquitectura MIPSII.
Originalment, Windows CE estava dissenyat per a ordinadors petits i minimalistes. Tanmateix, CE tenia el seu nucli completament propi, mentre que aquells com Windows XP Embedded es basen en NT. Windows CE era un sistema operatiu modular / componentitzat que va servir de base per a diverses classes de dispositius com ara PC de mà, Pocket PC, PC automàtic, Windows Mobile, Windows Phone 7 i molt més.

## Característiques

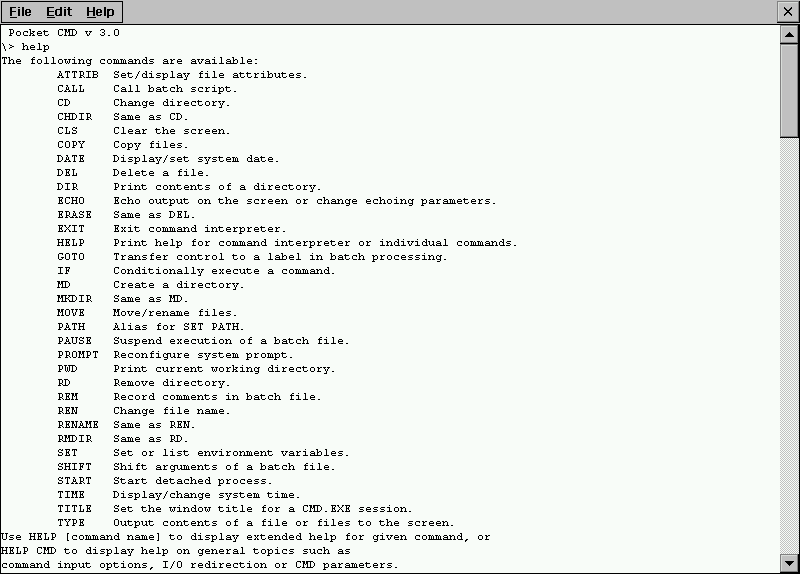
Pocket CMD v 3.0 (cmd.exe) al Windows CE 3.0

Windows CE està optimitzat per a dispositius amb poca memòria; un nucli Windows CE pot funcionar amb un megabyte de memòria. Els dispositius sovint es configuren sense emmagatzematge en disc i es poden configurar com un sistema "tancat" que no permet l'extensió de l'usuari final (per exemple, es pot gravar a la ROM). Windows CE s’ajusta a la definició d’un sistema operatiu en temps real, amb una latència d’interrupcions deterministes. Des de la versió 3 i posteriors, el sistema admet 256 nivells de prioritat i utilitza l'herència prioritària per fer front a la inversió de prioritats. La unitat fonamental d’execució és el fil conductor. Això ajuda a simplificar la interfície i a millorar el temps d'execució.
La primera versió – conegut durant el desenvolupament amb el nom de codi "Pegasus" – comptava amb una interfície gràfica d’usuari semblant a Windows i diverses aplicacions populars de Microsoft, totes reduïdes per reduir l'emmagatzematge, la memòria i la velocitat de les palmeres del dia. Des de llavors, Windows CE ha evolucionat cap a un sistema operatiu integrat en temps real basat en components. Ja no està dirigit exclusivament a ordinadors de mà. Moltes plataformes s’han basat en el sistema operatiu Windows CE bàsic, inclosos l’ AutoPC de Microsoft, Pocket PC 2000, Pocket PC 2002, Windows Mobile 2003, Windows Mobile 2003 SE, Windows Mobile 5, Windows Mobile 6, Smartphone 2002, Smartphone 2003, Portable Media Center, Zune, Windows Phone i molts dispositius industrials i sistemes incrustats. Windows CE fins i tot va utilitzar jocs selectes per al Sega Dreamcast, era el sistema operatiu de la mà de Gizmondo i pot funcionar parcialment en consoles de jocs Xbox modificades.
Una característica distintiva de Windows CE en comparació amb altres sistemes operatius de Microsoft és que s’ofereixen grans parts en forma de codi font. En primer lloc, es va oferir el codi font a diversos proveïdors perquè poguessin ajustar-lo al seu maquinari. A continuació, productes com Platform Builder (un entorn integrat per a la creació i integració d’imatges del sistema operatiu Windows CE o dissenys de sistemes operatius personalitzats basats en CE) van oferir diversos components en forma de codi font al públic en general. No obstant això, una sèrie de components bàsics que no necessiten adaptar-se a entorns de maquinari específics (que no siguin la família de CPU) encara es distribueixen en forma binària.
Windows CE 2.11 va ser la primera versió de Windows incrustada que admetia una consola i una versió de Windows CEcmd.exe.

## Història

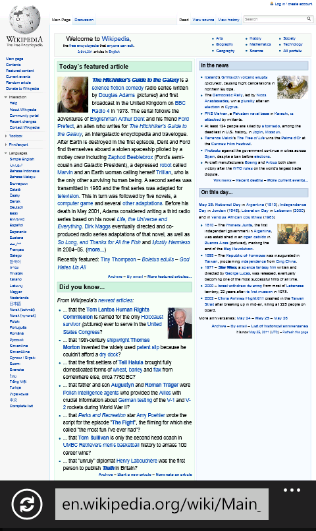
Windows CE Internet Explorer

Windows Embedded Compact es coneixia anteriorment com Windows CE. Segons Microsoft, "CE" no és un acrònim explícit per a res, tot i que implica una sèrie de nocions que els desenvolupadors de Windows tenien al cap, com ara "compacte", "connectable", "compatible", "complementari" i "eficient". El nom va canviar una vegada el 2006, amb el llançament de Windows Embedded CE 6.0, i de nou el 2011, amb el llançament de Windows Embedded Compact 7 .
Windows CE va ser anunciat originalment per Microsoft a la fira COMDEX el 1996 i va ser demostrat a l'escenari per Bill Gates i John McGill. Microsoft havia estat provant Pegasus a principis de 1995 i va llançar una plataforma de referència estricta per a diversos socis de maquinari. Els dispositius havien de tenir les especificacions de maquinari mínimes següents:
- CPU SH3, MIPS 3000 o MIPS 4000
- Mínim de 4 MB de ROM
- Mínim de 2 MB de RAM amb una font d’alimentació de còpia de seguretat, com ara una bateria de cèl·lules de monedes CR2032
- Alimentat per dues bateries AA
- Pesa menys d’1 lliura
- Un teclat QWERTY físic que inclou tecles Ctrl, Alt i Maj
- Pantalla LCD de 480 × 240 píxels amb quatre tonalitats de gris i dos bits per píxel amb pantalla tàctil que es podria utilitzar amb llapis o dit
- Un transceptor d'infrarojos
- Port sèrie
- Ranura per a targeta PC
- Altaveu integrat

Els dispositius de l’època tenien principalment pantalles de 480 × 240 píxels, a excepció del ‘Palmtop PC’ de Hewlett-Packard que tenia una pantalla de 640 × 240. Cada finestra es va fer càrrec de la visualització completa. La navegació es feia tocant o fent doble toc sobre un element. També hi havia un menú contextual disponible per l'usuari prement la tecla ALT i tocant a la pantalla. Windows CE 1.0 no incloïa un menú d’inici en cascada, a diferència de Windows 95 i Windows NT 4.0. Microsoft va llançar el Windows CE 1.0 Power Toys que incloïa una icona de menú en cascada que apareixia a la safata del sistema. També es van incloure diverses altres utilitats, les més destacades eren una miniaplicació de so per a la safata del sistema, que permetia a l'usuari silenciar o desactivar el dispositiu ràpidament o ajustar el volum i una versió "de butxaca" de Paint.
El llançament de Windows CE 2.0 va ser ben rebut. Microsoft va aprendre les seves lliçons a partir dels comentaris dels consumidors sobre Windows CE 1.0 i va fer moltes millores al sistema operatiu. El menú Inici era un menú en cascada, idèntic als que es troben al Windows 95 i al Windows NT 4.0. Les pantalles en color també van ser compatibles i els fabricants van córrer per llançar el primer H / PC en color. El primer a comercialitzar-se, però, va ser Hewlett Packard amb l'HP 620LX. Windows CE 2.0 també admetia una gamma més àmplia d’arquitectures de CPU. Els programes també es podrien instal·lar directament al sistema operatiu fent doble clic als fitxers CAB. A causa de la naturalesa de les ROM que contenien el sistema operatiu, els usuaris no van poder fer flaixar els seus dispositius amb el sistema operatiu més recent. En canvi, els fabricants van llançar ROM d’actualització que els usuaris havien d’instal·lar físicament als seus dispositius, després d’eliminar la versió anterior. Normalment, això esborrava les dades del dispositiu i presentava a l’usuari l’assistent de configuració al primer arrencada.
El novembre de 1999, es va informar que Microsoft planejava canviar el nom de Windows CE a Windows Powered. El nom només apareixia a la marca a Handheld PC 2000 i una versió de Windows 2000 Advanced Server (que no té cap relació amb Windows CE). Diversos productes de Windows CE 3.0 anunciats al CES 2001 es van comercialitzar amb un nom de paraigua "Windows Powered".

## Eines de desenvolupament

### Visual Studio
Microsoft Visual Studio 2012, 2013 i 2015 admeten aplicacions i desenvolupament de Platform Builder per a Windows Embedded Compact 2013.
Microsoft Visual Studio 2008 i anteriors donen suport a projectes per a versions anteriors de Windows CE / Windows Mobile, que produeixen programes executables i imatges de plataformes, ja sigui com a emulador o connectades per cable a un dispositiu mòbil real. No és necessari un dispositiu mòbil per desenvolupar un programa CE. El. NET Compact Framework admet un subconjunt del fitxer . NET Framework amb projectes en C # i Visual Basic. NET, però no C ++ gestionat. Aplicacions "gestionades" que utilitzen el fitxer. NET Compact Framework també requereix dispositius amb memòries significativament més grans (8 MB o més), mentre que les aplicacions no gestionades encara es poden executar correctament en dispositius més petits. A Visual Studio 2010, les eines per a desenvolupadors de Windows Phone s’utilitzen com a extensió, cosa que permet Windows Phone 7 aplicacions que s'han de dissenyar i provar a Visual Studio.

### Pascal i Lazarus
Free Pascal va introduir el port Windows CE a la versió 2.2.0, orientat a arquitectures ARM i x86. Més tard, els fitxers de capçalera del Windows CE es van traduir per utilitzar-los amb Lazarus, un paquet de programari de desenvolupament ràpid d’aplicacions (RAD) basat en Free Pascal. Les aplicacions de Windows CE estan dissenyades i codificades a l’ entorn de desenvolupament integrat (IDE) de Lazarus i compilades amb un compilador creuat adequat.

### Creador de plataformes
Aquesta eina de programació s’utilitza per construir la plataforma (BSP + Kernel), controladors de dispositiu (font compartida o fets a mida) i també les aplicacions. Aquest és un entorn únic per posar en marxa el sistema. També es pot utilitzar Platform Builder per exportar un SDK (kit de desenvolupament de programari) per al microprocessador de destinació (SuperH, x86, MIPS, ARM, etc.) que s'utilitzarà amb un altre conjunt d'eines associades anomenat a continuació.

### Altres
El Visual C ++ incrustat (eVC) – una eina per al desenvolupament d'aplicacions incrustades per a Windows CE. Es pot utilitzar de forma autònoma mitjançant l'SDK exportat des de Platform Builder o mitjançant la configuració de connectivitat de Platform Manager del Platform Builder.
CodeGear Delphi Prisma – s'executa a Visual Studio, també admet el fitxer. NET Compact Framework i, per tant, es pot utilitzar per desenvolupar aplicacions mòbils. Utilitza el compilador Oxygene creat per RemObjects Software, que és objectiu. NET, el. NET Compact Framework i Mono. El seu compilador de línia d’ordres està disponible de forma gratuïta.
Basic4ppc – un llenguatge de programació similar al Visual Basic – apunta a. NET Compact Framework i admet dispositius Windows CE i Windows Mobile.
GLBasic – un dialecte bàsic molt fàcil d’aprendre i d’utilitzar que es compila per a moltes plataformes, inclosos Windows CE i Windows Mobile. Es pot ampliar escrivint codi C / C ++ en línia.
LabVIEW – un llenguatge de programació gràfic, compatible amb moltes plataformes, inclòs Windows CE.
AutoHotkey – un port de la utilitat de programari de creació i macro d'autorització de codi obert disponible per a Windows CE. Permet la construcció de macros i aplicacions GUI senzilles desenvolupades per l'analista de sistemes Jonathan Maxian Timkang.

## Relació amb Windows Mobile, Pocket PC i SmartPhone
Sovint, Windows CE, Windows Mobile i Pocket PC s’utilitzen indistintament, en part pel seu origen comú. Aquesta pràctica no és del tot precisa. Windows CE és un sistema operatiu modular / componentitzat que serveix de base a diverses classes de dispositius. Alguns d'aquests mòduls proporcionen subconjunts de característiques d'altres components (per exemple, diferents nivells de suport per a finestres; DCOM contra COM), d'altres que són separats (suport de tipus de lletra de mapa de bits o TrueType), i d'altres que afegeixen funcions addicionals a un altre component. Es pot comprar un kit (el Platform Builder) que conté tots aquests components i les eines per desenvolupar una plataforma personalitzada. Les aplicacions com Excel Mobile (abans Pocket Excel) no formen part d’aquest kit. Tanmateix, s’inclouen com a exemples la versió antiga de Pocket Word per a PC i diverses altres aplicacions antigues.
Windows Mobile es descriu millor com un subconjunt de plataformes basades en el suport de Windows CE. Actualment, Pocket PC (ara anomenat Windows Mobile Classic), SmartPhone (Windows Mobile Standard) i Pocket PC Phone Edition (Windows Mobile Professional) són les tres plataformes principals sota el paraigua de Windows Mobile. Cada plataforma utilitza diferents components de Windows CE, a més de funcions i aplicacions addicionals adequades per als seus respectius dispositius.
Pocket PC i Windows Mobile són plataformes personalitzades definides per Microsoft per a ús general de PDA, que consisteixen en un conjunt de perfils mínims (Professional Edition, Premium Edition) de programari i maquinari definits per Microsoft. Les regles per fabricar un dispositiu Pocket PC són més estrictes que les que es produeixen per a una plataforma personalitzada basada en Windows CE. Les característiques definidores del Pocket PC són la pantalla tàctil com a dispositiu d'interfície humana principal i la seva mida extremadament portàtil.
CE v3.0 és la base per a Pocket PC 2002. Un successor de CE v3.0 és CE.net. "PocketPC [ és ] una capa de codi independent a la part superior del sistema operatiu Windows CE principal. .. Pocket PC es basa en Windows CE, però és una oferta diferent ". I els llicenciataris de Pocket PC tenen prohibit modificar la part WinCE.
La plataforma SmartPhone és un sistema operatiu i una interfície rics en funcions per a telèfons mòbils. SmartPhone ofereix funcions de productivitat als usuaris empresarials, com ara correu electrònic i funcions multimèdia per als consumidors. La interfície SmartPhone depèn en gran manera de la navegació per joystick i l'entrada del PhonePad. Els dispositius que executen SmartPhone no inclouen una interfície de pantalla tàctil. Els dispositius SmartPhone generalment s’assemblen a altres factors de forma dels telèfons mòbils, mentre que la majoria dels dispositius Phone Edition utilitzen un factor de forma PDA amb una pantalla més gran.